# Chapters from a Vale Forlorn
Chapters from a Vale Forlorn är det svenska power metal-bandet Falconers andra album, utgivet 2002.

## Låtlista
1. "Decadence of Dignity" - 4:22
2. "Enter the Glade" - 3:49
3. "Lament of a Minstrel" - 4:13
4. "For Life and Liberty" - 6:23
5. "We Sold Our Homesteads" - 4:10
6. "The Clarion Call" - 5:48
7. "Portals of Light" - 4:07
8. "Stand in Veneration" - 3:33
9. "Busted to the Floor" - 4:17
10. "En kungens man" - 3:58 (bonusspår på japansk utgåva)